# День народження Будди
День народження Будди (яп. 灌仏会, Камбуцуе, кит.: 佛诞; Кантонська: fātdáan, фатта: н; фатдан в'єт. фатдан, трансліт. Phật Đản; кор. 석가탄신일 (сокка тхансініль) — свято, на честь дня народження Буддги Ґаутами, що його відзначають буддисти традиції Махаяни і Тхеравади.

## Терміни проведення і назви
У всіх країнах Східної Азії, крім Японії (починаючи з 1873 року), свято відзначається у 8-й день 4-го місяця за китайським календарем. У Таїланді, В'єтнамі, Макао, Синґапурі, Південній Кореї — офіційне свято. У країнах Тхеравади анологічно святом є Весак який крім Дня Народження Будди включає в себе так само День його Просвітлення і Парініббани. Весак святкується щороку в день повного місяця в травні або червні. Точна дата святкування Весак варіюється залежно від особливостей місячних календарів, які використовуються в різних культурах. З точки зору європейського григоріанського календаря дата змінюється від року до року, але завжди припадає на Квітень або Травень.
У період 2003—2015 року День народження Будди припадає на (у дужках наведені дати за тибетським календарем Цурпху і Пхуґпа):
- 8 травня 2003 р. (9 травня 2003 р. / 7 червня 2003 р.)
- 26 травня 2004 р. (27 травня 2004 р. / 26 травня 2004 р.)
- 15 травня 2005 р. (16 травня 2005 р. / 15 травня 2005 р.)
- 5 травня 2006 р. (4 червня 2006 р. / 3 червня 2006 р.)
- 24 травня 2007 р. (24 травня 2007 р. / 23 травня 2007 р.)
- 12 травня 2008 р. (12 травня 2008 р. / 10 червня 2008 р.)
- 2 травня 2009 р. (31 травня 2009 р. / 30 травня 2009 р.)
- 21 травня 2010 р. (21 травня 2010 р. / 20 травня 2010 р.)
- 10 травня 2011 р. (11 травня 2011 р. / 8 червня 2011 р.)
- 28 квітня 2012 р. (29 травня 2012 р. / 28 травня 2012 р.)
- 17 травня 2013 р. (18 травня 2013 р. / 17 травня 2013 р.)
- 6 травня 2014 р. (6 червня 2014 р. / 5 червня 2014 р.)
- 25 травня 2015 р. (26 травня 2015 р. / 25 травня 2015 р.)

Відповідні дати західного григоріанський календар залежать від року до року:
- 2014: 14 травня
- 2015: 4 травня
- 2016: 21 травня
- 2017: 10 травня
- 2018: 29 квітня (Шрі-Ланка, Камбоджа, М'янма, Бангладеш), 30 квітня (Індія), 29 травня (Сінгапур, Таїланд, Малайзія та Індонезія)[1]
- 2019: 19 травня[2]

У Японії День народження Будди постійно відзначають 8 квітня, свято відзначають неофіційно, його називають Фестиваль квітів — Хана мацурі (花祭).